# Кровавая клятва
«Кровавая клятва» (англ. Blood oath или Prisoners of the Sun — «Пленники Солнца») — австралийский художественный фильм, снятый в 1990 году режиссёром Стивеном Уоллесом. Фильм, основанный на реальных событиях времён Второй мировой войны, повествует о преступлениях японских военных, совершенных против военнопленных на острове Амбон. Судебные процессы по этому делу легли в основу фильма.
Фильм был номинирован на несколько наград AFI (Австралийский Институт Кино) в 1990 году, среди которых номинация «Лучший фильм», но выиграл только две премии AFI за «Лучшее достижение в звуке» и «Лучшее достижение в дизайне костюма».

## Сюжет
В 1945 году был проведён трибунал над японскими военными по делу зверских убийств австралийских солдат. В лагере для военнопленных около 1100 солдат были убиты и подвергнуты пыткам. Капитан Купер является прокурором по делу, в котором обвиняется 91 японский офицер. Главными обвиняемыми являются начальник лагеря Такахаси и капитан Икечи. Они отрицают свою причастность к этому делу.
Приезжает делегация из США во главе с майором Беккетом. Они не хотят, чтобы дело продвигалось, так как генерал Макартур хочет восстановить порядок в послевоенной Японии с помощью этих офицеров.

## В ролях
- Джордж Такеи — вице-адмирал Барон Такахаси
- Терри О’Куинн — майор Беккет
- Рассел Кроу — лейтенант Корбетт
- Джейсон Донован — рядовой Талбот
- Дебора Ангер — сестра Литтл
- Брайан Браун — капитан Купер
- Джон Бах — майор Робертс
- Джон Кларк[уточнить] — майор Робертс
- Джон Полсон — рядовой Джимми Фентон
- Рэй Барретт — председатель коллегии судей

## Телепоказы
В СССР фильм транслировался в 1991 году по кабельному телевидению, а позже фильм транслировался по ТВ-6, с 1996 по 1999 на ОРТ, неоднократно по РЕН ТВ с дубляжом этого телеканала, почти на РТР с 1993 по 1996 год, по ТВС 19 ноября 2002 года. До 2010 года ДТВ показывал этот фильм с переводом, в 2011 году на некоторых телеканалах, но неоднократно.